# Tvetenia duscoloripes
Tvetenia duscoloripes är en tvåvingeart som först beskrevs av Maurice Emile Marie Goetghebuer 1936.  Tvetenia duscoloripes ingår i släktet Tvetenia och familjen fjädermyggor. Inga underarter finns listade i Catalogue of Life.